# Mäeküla (Haapsalu)
Mäeküla (Duits: Mae) is een plaats in de Estlandse gemeente Haapsalu, provincie Läänemaa. De plaats heeft de status van dorp (Estisch: küla).
Tot in oktober 2017 behoorde Mäeküla tot de gemeente Ridala. In die maand werd Ridala samengevoegd met de stad Haapsalu tot de gemeente Haapsalu.

## Bevolking
Het dorp had 18 inwoners op 31 december 2011 en 34 inwoners op 31 december 2021.

## Ligging
De plaats ligt aan de westkust van het Estische vasteland, aan Väinameri, een deel van de Oostzee. Ze ligt in het beschermde natuurgebied Väinamere hoiuala, dat het water tussen de eilanden Saaremaa en Hiiumaa en het Estische vasteland, en ook delen van de kust, omvat.

## Geschiedenis
Mäeküla werd voor het eerst genoemd in 1559 onder de naam Meikel, een dorp op het landgoed Linden (Estisch: Ungru; het dorp Ungru moest na 1944 wijken voor een legerbasis; de plaats waar het gelegen heeft hoort bij Kiltsi). In 1689 heette het dorp Megekull By (by is Zweeds voor ‘dorp’) en in 1798 Mäkül.
In 1977 vormden Mäeküla, Kiviküla, Pusku, Sepaküla en Tanska één dorp onder de naam Topu. In 1997 werden ze weer uit elkaar gehaald.
Op de grens tussen Mäeküla en Tanska lag tot in 1919 het centrum van Sündepä (Estisch: Sündeva), een ‘semi-landgoed’ (Duits: Beigut, Estisch: poolmõis) op het landgoed van Weißenfeld (Kiltsi). Een semi-landgoed was een landgoed dat deel uitmaakt van een groter landgoed.